# Оттон I (граф Габсбург)
Оттон I (нем. Otto I; (1015 — ок. 1055) — граф Габсбург, граф Зундгау, представитель дома Габсбургов, сын Радбота, графа Габсбург, и Иды.

## Биография
Радбот скончался в 1045 году. Его сыновья Вернер I, Оттон I и Альбрехт I поделили между собой графство Габсбург и другие владения отца. Все трое носили титул графа Габсбург. Оттон также носил титул графа Зундгау, который впоследствии вновь стали носить графы Габсбург. Вернер I был младшим сыном, однако о его братьях сохранилось значительно меньше упоминаний. 
Около 1055 года или ранее Оттон был убит, а Альбрехт скончался еще раньше. Вернер стал обладателем всего графства, а также Зундгау. 
Оттон также был фогтом Мури, после его смерти фогтом стал его племянник Альбрехт II.